# ポップ・ガン
『ポップ・ガン』（Don't Be a Menace to South Central While Drinking Your Juice in the Hood）は、パリス・バークレー監督の長編デビュー作で、1996年のアメリカのコメディ映画。VHS発売時の邦題は『ポップ・ガン/サウスセントラル狂騒曲』。
キーネン・アイヴォリー・ウェイアンズが製作し、ウェイアンズ兄弟が黒人映画文化とアフリカ系アメリカ人社会をパロディにした映画であり、『ゴールデン・ヒーロー 最後の聖戦』（1988年）に続く2作目である。1990年代の黒人映画、特に『ポケットいっぱいの涙』（1993年）、『サウス・セントラル』 、『ジュース』（ともに1992年）、『ボーイズン・ザ・フッド』（1991年）をパロディにしている。
1996年1月12日にミラマックス・フィルムズによって米国で劇場公開された。批評家からは賛否両論の評価を受けたが、カルト的な人気を獲得した。全世界で2,010万ドルの興行収入を上げた。

## キャスト
| 役名               | 俳優                                 | 日本語吹替 | 日本語吹替                 |
| 役名               | 俳優                                 | VHS版      | Netflix版                  |
| ------------------ | ------------------------------------ | ---------- | -------------------------- |
| アッシュトレイ     | ショーン・ウェイアンズ               | 田中裕二   | 最上嗣生                   |
| ロックドッグ       | マーロン・ウェイアンズ               | 太田光     | 櫻井トオル                 |
| プリーチ           | クリス・スペンサー                   | 松本大     | 北田理道                   |
| クレイジーレッグス | スリ・マカロー                       | 長島雄一   | 烏丸祐一                   |
| トゥースピック     | ダレル・ヒース                       | 二又一成   | 岡林史泰                   |
| ばあちゃん         | ヘレン・マーティン                   |            | 鳳芳野                     |
| ダシーキ           | トレイシー・シェレル・ジョーンズ     | 高乃麗     | 下山田綾華                 |
| オールドスタイル   | アントニオ・ファーガス               |            | 蜂須賀智隆                 |
| デイヴ             | キース・モリス                       |            | 益山武明                   |
| ジョンソン夫人     | キム・ウェイアンズ                   |            | 的場加恵                   |
| ママ               | ヴィヴィカ・A・フォックス            |            | 瑚海みどり                 |
| ロックのママ       | ヴァージニア・ワトソン               |            | 鷄冠井美智子               |
| 腹心               | キーネン・アイヴォリー・ウェイアンズ |            | 横田大輔                   |
| ドゥーラグ         | アイザイア・バーンズ                 |            | 川上彩                     |
| サム               | サミュエル・モンロー・Jr.            |            | 奥田寛章                   |
| パパ               | ラーマード・テイト                   |            | 佐々木拓真                 |
| カノジョ           | レオネット・スコット                 |            | 逢田梨香子                 |
| カノジョの母       | マリアン・レイノルズ                 |            | 高津はる菜                 |
| 警官               | バーニー・マック                     |            |                            |
| マリク             | オマー・エップス                     |            |                            |
|                    |                                      |            |                            |
| 演出               | 演出                                 |            | 本吉伊都子                 |
| 翻訳               | 翻訳                                 |            | 伊原奈津子                 |
| 録音・調整         | 録音・調整                           |            | 郡司哲也                   |
| 制作               | 制作                                 |            | BTI Studios グロービジョン |